# 3279 Solon
3279 Solon è un asteroide della fascia principale. Scoperto nel 1960, presenta un'orbita caratterizzata da un semiasse maggiore pari a 2,2027362 UA e da un'eccentricità di 0,1738284, inclinata di 3,16207° rispetto all'eclittica.